# لاگدی
لاگدی (به لاتین: Lagedi) یک منطقهٔ مسکونی در استونی است که در دهستان رائه واقع شده‌است. لاگدی ۹۵۳ نفر جمعیت دارد.